# Octopussy

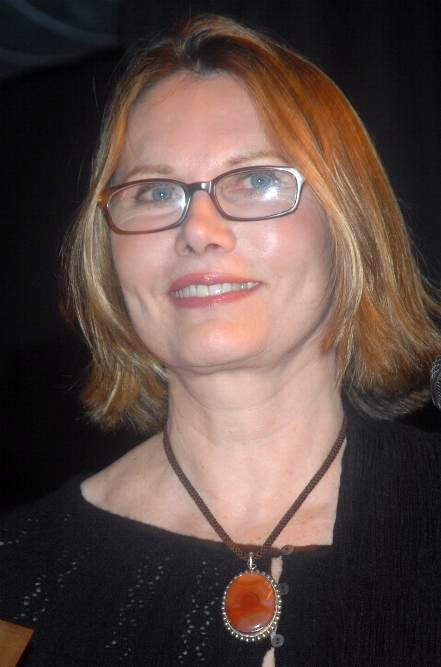
Maud Adams spelade titelfiguren Octopussy.

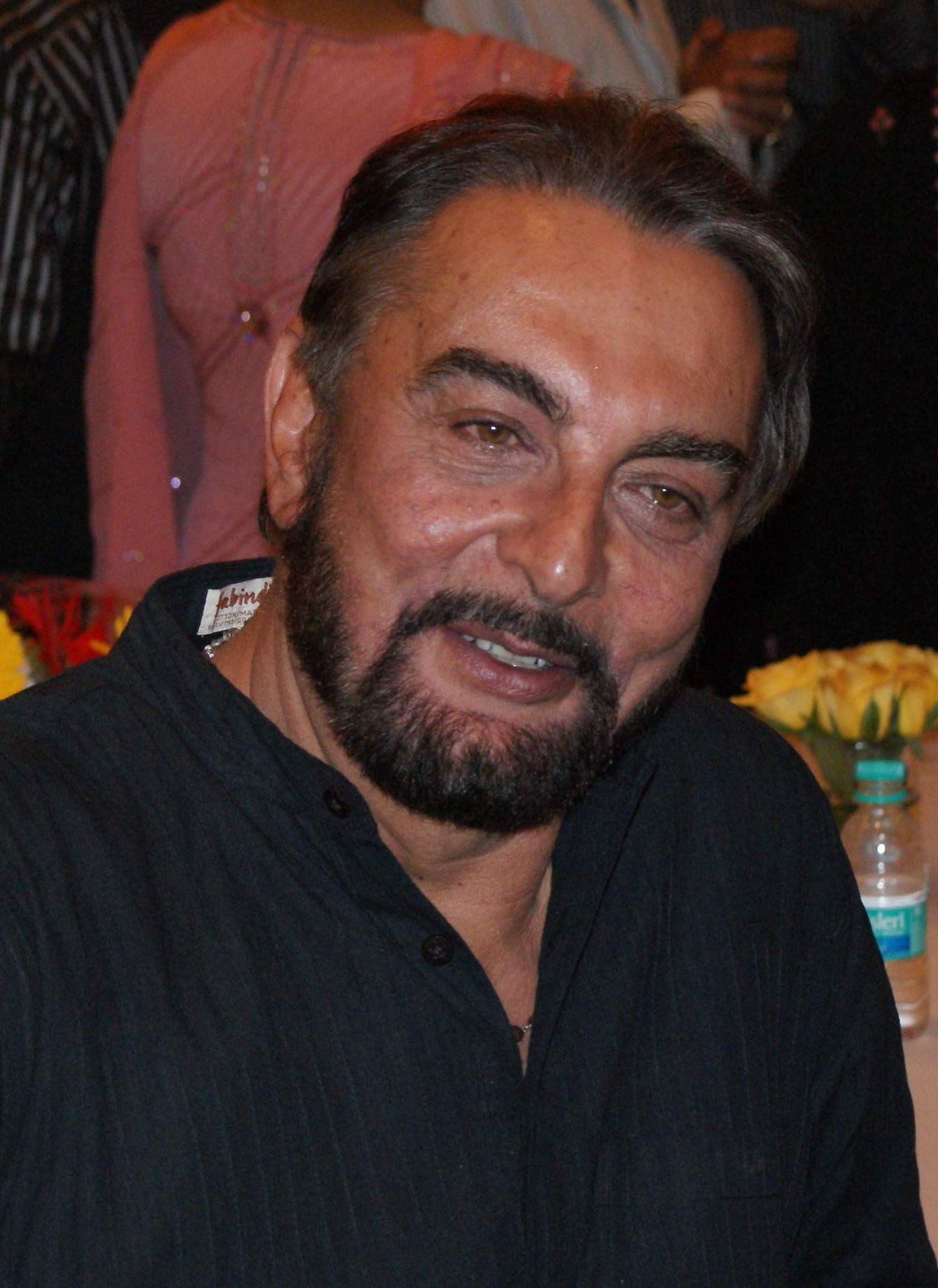
Kabir Bedi spelade Gobinda.

Octopussy är en brittisk film från 1983 med Roger Moore som James Bond. Filmen regisserades av John Glen. Det är den 13:e delen i serien. Filmen var den sjätte med Roger Moore i huvudrollen och den andra Bondfilmen som regisserades av John Glen.

## Handling
James Bond, agent 007, infiltrerar en sydamerikansk militär flygplats för att plantera en bomb. Han blir dock överrumplad av den officer som han imiterar och fångas in. Med hjälp av en kvinnlig agent lyckas han fly i ett miniflygplan, men får en missil efter sig. Han flyger då tillbaka till flygplatsen med missilen i släptåg. När han flyger genom en hangar fastnar missilen, vilket gör att hans uppdrag ändå blir framgångsrikt.
I Östberlin förföljs en clown av en man som kastar knivar efter honom. Mördaren rör sig oerhört fort, men det visar sig vara tvillingar. Till slut lyckas en av tvillingarna kasta en kniv i ryggen på clownen. Men han överlever länge nog för att ta sig till den brittiska ambassaden, där ett Fabergéägg ramlar ur hans hand.
Bond återvänder till London och blir briefad av M och konstexperten Jim Fanning om clownen (som var Bonds kollega, 009) och hans Fabergé-ägg, som är en kopia av ett ägg som ska säljas på auktion dagen därpå. M tror att det falska ägget är en del av en plan för Sovjetunionen att få in pengar.
I Kreml diskuteras ett nedrustningsavtal. General Gogol propagerar för att Sovjet ska följa avtalet, medan den aggressive och storhetsvansinnige "höken" general Orlov (spelad av Steven Berkoff) som föreslår att de ska invadera Europa med sin numerärt större armé. Presidenten ställer sig på Gogols sida, vilket gör Orlov missnöjd och leder till att han iscensätter en egen hemlig plan baserad på att i lönndom detonera en bomb på en NATO-bas. Presidenten kallas från mötet, och får veta att det falska ägget är borta. Det här och de andra falska föremålen kommer att upptäckas när konstskatterna ska inventeras, vilket gör att de måste få tillbaka det riktiga ägget innan det auktioneras bort.
Bond och Fanning kommer till auktionen för att spåra ägaren (i katalogen står det bara att det "ägs av en dam"), men de lyckas identifiera den afghanske exilprinsen och konstsamlaren Kamal Khan, som får sina föremål från rätt tveksamma källor. Bond byter ut det riktiga ägget mot det falska, och ser medvetet till att priset för ägget högs rejält, för att se hur gärna Khan vill ha det. När de återvänder till MI6, skickar M Bond till Indien för att spåra Khan.
Tillsammans med sin indiske medhjälpare, Vijay, konfronterar Bond Khan i en omgång backgammon (där Bond noterat att Khan fuskar). Han satsar sitt Fabergé-ägg (det riktiga), använder sig av Khans preparerade tärningar, vilket gör att Khan inte kan avslöja honom. På väg därifrån jagas Bond och Vijay av Khans styrkor, men lyckas fly i en trimmad Tuk-tuk. De åker till den indiska Q-avdelningen, som har Q på besök. Q placerar en liten mikrofon och spårare i ägget.
Tillbaka på hotellet möts Bond av Khans kvinnliga assistent, Magda, som på olika sätt försöker få ägget. Hon förför till slut Bond, varpå Bond ser en bläckfisk-tatuering, som är lik logotypen på Khans lyxjakt. Senare stjäl Magda ägget, medan Khans livvakt, Gobinda slår Bond medvetslös och för honom till Khans palats. Han lyckas fly och spionerar på ett möte mellan Khan och general Orlov. Bond bevittnar hur Orlov får en sändning förfalskade juveler, och hör dem diskutera en kvinna som heter Octopussy och en plan i Karl-Marx-Stadt. Orlov förstör det riktiga ägget, och i spillrorna hittar Khan Q:s mikrofon.
Bond flyr från palatset, men Khan organiserar en jakt, där Bond möter elefanter, spindlar, iglar, alligatorer och en tiger. Till slut lyckas han rädda sig genom att ta skydd på en turistbåt.
Octopussy visar sig vara en kvinna som lever på en ö som bebos enbart av kvinnor. Bond tar sig dit och möter Octopussy. Det visar sig att hon är dotter till en man som Bond fått i uppdrag att gripa, men som Bond istället lät begå självmord, vilket hon är tacksam för. Nu för tiden använder hon sin cirkus för att smuggla guld och juvelser. Under tiden låter Khan sina lönnmördare anfalla ön (med löfte om att inte såra Octopussy). Vijay dödas, men Bond är beredd och lyckas fly.
I Karl-Marx-Stadt förklär sig Bond till en cirkusartist och följer Khan, Orlov och Magda till en cirkusvagn. Bond inser att de är på väg att förråda Octopussy: istället för en sändning med juveler skickar de med en bomb med kärnladdning med tåget. Bond smyger ombord på tåget och försöker desarmera bomben, men blir upptäckt och fångad av Orlov. Orlov hoppas att bomben, som liknar en motsvarande amerikansk bomb, ska få NATO att kräva att USA tar bort sina vapen från Europa. Det skulle göra Orlovs invasionsplaner lättare. Bond lyckas skapa tillräckligt med kaos för att kunna hoppa av tåget, men följer efter det i en stulen bil. Han tar sig ombord igen och gömmer sig.
Under tiden har general Gogol börjat misstänka att Orlov har något i görningen och försöker stoppa honom från att ta sig över till väst. En vakt skjuter dock Orlov, men Gogol kan inte hindra tåget från att fortsätta till Västberlin.
Gobinda hittar Bond och jagar honom längs hela tåget, innan han till slut kastas av tåget. Han stjäl återigen en bil och tar sig till den amerikanska luftvapenbasen i Feldstadt där Octopussys cirkus förbereder sin föreställning. Polisen jagar Bond, så han tvingas att förklä sig till clown. Han tar sig till bomben, som är placerad under kanonkungens kanon, och lyckas trots polisen, de andra clownerna och publiken, att ta ut detonatorn precis innan bomben ska detonera.
Octopussy som insett förräderiet, sätter efter Khan. Han befinner sig i Indien och håller på att packa ner de sedel-tryckplåtar de kommit över när Octopussys cirkus nästlar sig in i palatset. Men Gobinda upptäcker dem, och när Octopussy försöker konfrontera Khan, för de med sig henne och flyr. Bond och Q spårar dem, och Bond lyckas ta sig ombord på Khans plan, besegra Gobinda, och rädda Octopussy, innan planet kraschar.
Gogol och M träffas över en drink. Samtidigt är Bond på konvalescens i sällskap av Octopussy på hennes galeas.

## Titeln
Originaltiteln är tagen från namnet på en berättelse i Ian Flemings novellsamling Octopussy. Där syftar det på rollfiguren Dexter Smythes bläckfisk (på engelska octopus). I filmen syftar titeln på den kvinnliga huvudrollen (den hittills enda gången en Bondfilm är döpt efter en kvinna).

## Rollista (i urval)
| Roger Moore      | – James Bond           |
| Maud Adams       | – Octopussy            |
| Louis Jourdan    | – Kamal Khan           |
| Kristina Wayborn | – Magda                |
| Kabir Bedi       | – Gobinda              |
| Steven Berkoff   | – General Orlov        |
| Desmond Llewelyn | – Q                    |
| Robert Brown     | – M                    |
| Lois Maxwell     | – Miss Moneypenny      |
| Walter Gotell    | – General Anatol Gogol |
| Vijay Amritraj   | – Vijay                |

## Produktion

### Förproduktion
Filmen bygger på två noveller ur novellsamlingen Octopussy, dels Octopussy, dels Property of a Lady.
Svenska Maud Adams som spelar titelrollen medverkade tidigare i Mannen med den gyllene pistolen. Detta gör henne till den enda skådespelerska som spelat två olika Bondbrudar. Hon skulle senare göra en cameo i Bondfilmen Levande måltavla. Även 1970 års fröken Sverige, Kristina Wayborn, medverkar i en liten roll.
En annan svenska som medverkar i denna film är Mary Stavin, det gör hon även i Levande måltavla.

### Filminspelningen
Inspelningen gjordes på flera platser, främst Indien.
Flera scener spelades som vanligt för Bondfilmerna in på Pinewood studios utanför London, England.
Järnvägsscenerna är inspelade på Nene Valley Railway. Denna järnväg har en del internationella järnvägsfordon i sina samlingar. Bland annat ett svenskt ånglok, B-loket 1697, det är detta som krockar med en Mercedes Benz framförd som improviserad rälsbil av James Bond, i en av scenerna. James Bond klättrar sedan på utsidan av en norsk personvagn NSB 601 som ingår i filmens cirkuståg. Även en tunnelscen till Goldeneye är inspelad på denna järnväg.
I en sekvens i filmen kör James Bond på motorvägen AVUS eller A115 i Berlin. Det är den väg som anses vara världens äldsta motorväg.

### Efterproduktion
Filmen klipptes av Peter Davies och Henry Richardson.
Förtexterna till filmen filmades av Maurice Binder.

## Musik

### Sånger
Titelmelodin skrevs av John Barry och Tim Rice och framfördes av Rita Coolidge. Filmens ledmotiv, All time high var den tredje av Bondfilmernas ledmotiv som varken innehöll filmens titel i sångens titel, eller i texten. Första gången detta skedde var när I hennes majestäts hemliga tjänst spelades in. Då sjöng Louis Armstrong ledmotivet We have all time in the world och Nobody Does it better i Älskade spion. Det här var dock den första gången som titeln på filmen inte ens figurerade i texten.

### Soundtrack
Övriga soundtracket skrevs av John Barry.

#### Originalversion och remastrad version
1. "All Time High" – Rita Coolidge
2. "Bond Look-Alike"
3. "009 Gets the Knife and Gobinda Attacks"[3]
4. "That's My Little Octopussy"
5. "Arrival at the Island of Octopussy"
6. "Bond at the Monsoon Palace"
7. "Bond Meets Octopussy"
8. "Yo-Yo Fight and Death of Vijay"
9. "The Chase Bomb Theme"
10. "The Palace Fight"
11. "All Time High (Movie Version)" – Rita Coolidge

#### Version från 1997
1997 gav Rykodisk ut en utökad version med dialoger och fler spår.
1. "All Time High" – Rita Coolidge
2. "Bond Look-Alike"
3. "Miss Penelope"—dialogue
4. "009 Gets the Knife and Gobinda Attacks"
5. "That's My Little Octopussy"
6. "Arrival at the Island of Octopussy"
7. "Introducing Mr Bond"—dialog
8. "Bond at the Monsoon Palace"
9. "Bond Meets Octopussy"
10. "Poison Pen"—dialog
11. "Yo-Yo Fight and Death of Vijay"
12. "The Chase Bomb Theme"[4]
13. "The Palace Fight"
14. "All Time High" – Rita Coolidge

## Serieversion
Octopussy blev adapterad 1983 till tecknad serie av Steve Moore och ritad av Paul Neary.